# تود ستيرن
تود ستيرن (بالإنجليزية: Todd Stern)‏ هو سياسي أمريكي، ولد في 4 مايو 1951 في شيكاغو في الولايات المتحدة. حزبياً، نشط في الحزب الديمقراطي.